# Anděla Mericiová
Svatá Angela Merici, Angela z Brescie, svatá Anděla (21. března 1474, Desenzano del Garda – 27. ledna 1540, Brescie), byla italská mystička, sestra řádu františkánek, učitelka a zakladatelka dívčích škol řádu svaté Voršily.

## Životopis

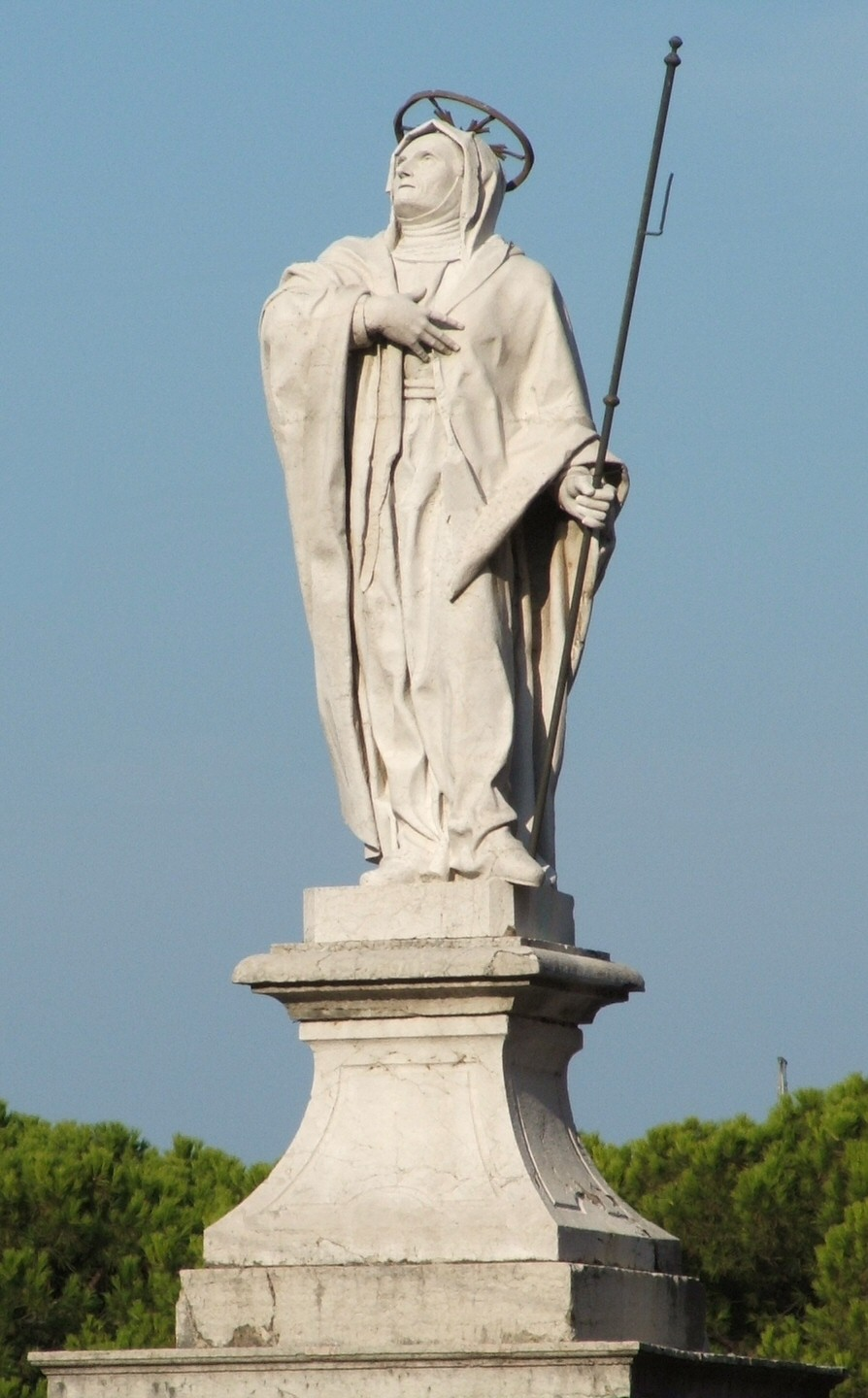
Socha sv. Anděly Merici v jejím rodném Desenzanu

Angela byla dcerou Jana Mericiho a Kateřiny dei Bianchi, původem ze Salò. Narodila se na jejich venkovském statku v Grezze nedaleko Desenzana. Byla nadaným a silně senzitivním dítětem, vynikala mezi dětmi i vzhledem, protože měla zářivě zrzavé vlasy. Údajně se sama naučila číst, uměla urovnávat spory a naslouchat lidem, tišit jejich duševní bolest. Spolu se starší sestrou a bratrem osiřela, když jí krátce po sobě zemřeli matka, otec a nakonec i starší sestra, kterou měla nejraději. Po její smrti měla první vidění: u místa zvaného Machetto se jí zjevila duše zemřelé sestry, jak stoupá k nebi obklopena anděly. Spolu s bratrem se roku 1492 odstěhovala ke strýci do Salò. Mezitím vstoupila do františkánského třetího řádu (terciáři) a připravovala se na dráhu učitelky náboženství. Tehdy měla druhé vidění: měl ji pokoušet satan v podobě krásného anděla, kterému se vzepřela, až zmizel. Po návratu do Grezze již byla uctivě oslovována sorella Anzola – sestra Anděla. Třetí zjevení mělo proběhnout blízko Maguzzana na místě zvaném Brudazzo, kde se jí zjevil žebřík, spojující nebe a zemi, po němž stoupali andělé a panny i s její zemřelou sestrou.
V roce 1516 se vrátila do rodné provincie Brescia a na návrh františkánů pečovala o vdovu Kateřinu Patengolovou. V té době byla již Angela učitelkou, duchovní matkou a rádkyní vévody Františka II. Sforzy, setkala se s Gabrielem Cozzanem a Isabettou Pratovou.
Mezi lety 1520-1530 podnikala poutě na svatá místa. Během pouti do Palestiny v roce 1525 údajně oslepla a opět prohlédla. V roce 1529 se přestěhovala do Cremony, kde vyučovala dívky a pečovala o chudé děti. V roce 1532 byla zproštěna na vlastní žádost povinnosti být pohřbena ve františkánském kostele.
Zemřela pokojnou smrtí, zaopatřena svátostmi a byla pohřbena v kostele sv. Afry v Brescii, kde je pohřbena v prosklené rakvi na oltáři a uctívána dosud. Roku 1768 ji blahořečil papež Klement XIII. a roku 1807 svatořečil papež Pius VII.

## Hodnocení a význam

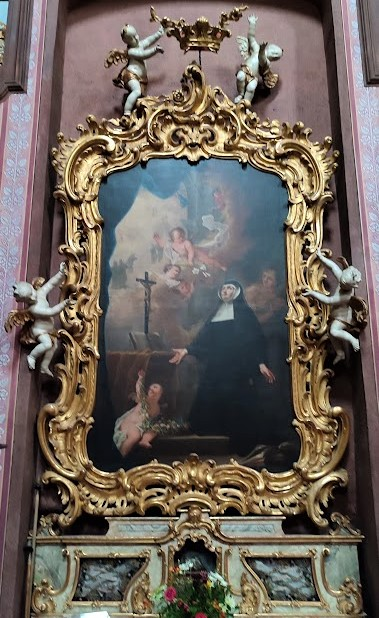
Oltář sv. Anděly Merici v kostele sv. Voršily v Praze

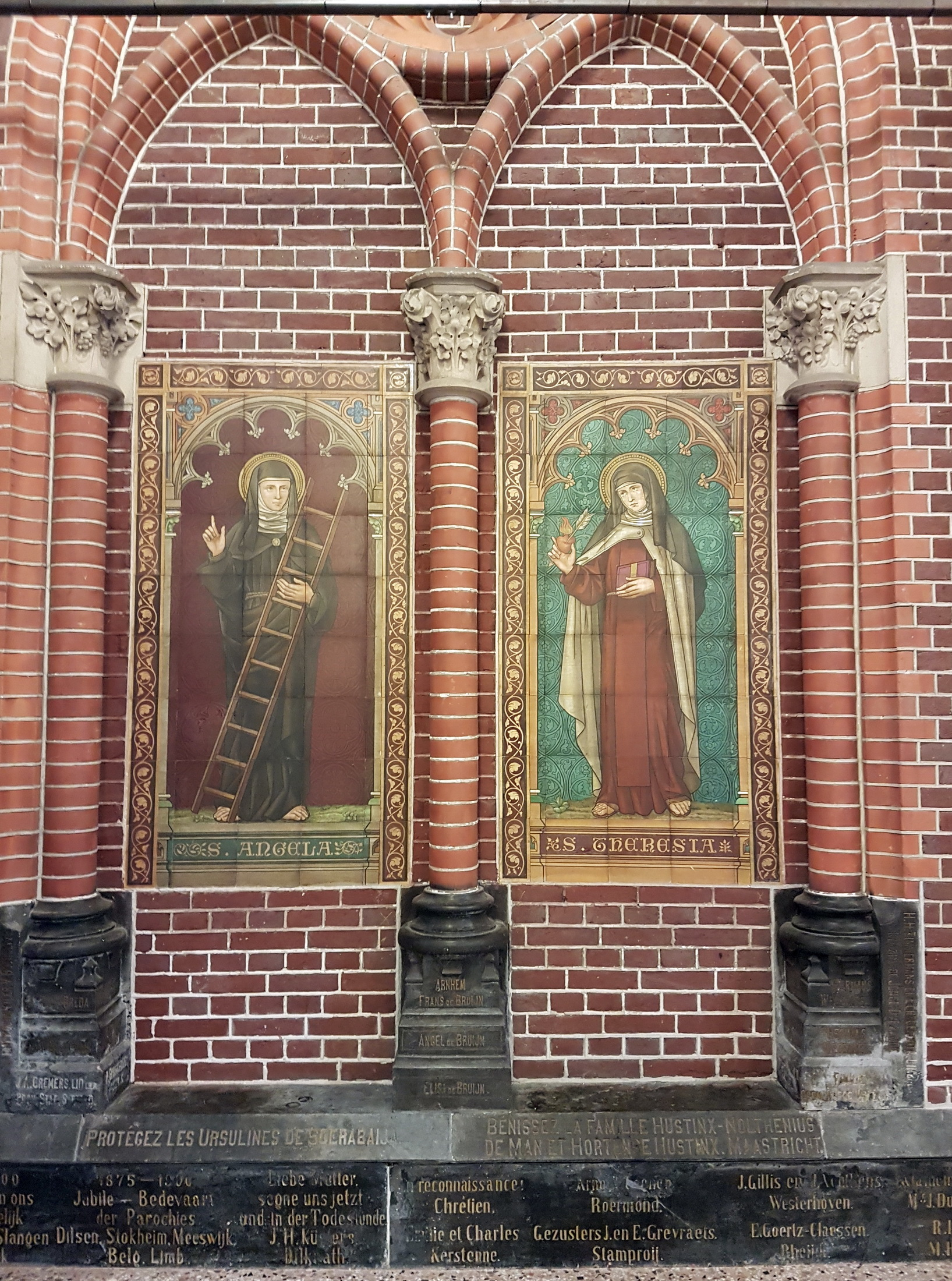
Anděla Merici a Terezie z Lisieux v Mariaparku, Sittard, Nizozemí

Osobnost Angely Merici lze vykládat ve dvojím smyslu jako extatickou vizionářku a mystičku neuvěřitelných katolických zázračných vidění, která bylo třeba zapsat, aby mohla být kanonizována, nebo jako cílevědomou organizátorku, která prosadila na svou dobu přijatelnými prostředky vzdělávání dívek a svobodnější postavení žen, bez přímé finanční závislosti na mužích. Lidská důstojnost a bezpečí pod klauzurou v klášteře byly často pro chudé ženy jedinou volbou. Bez ní uspěly jen finančně zajištěné ženy po boku osvíceného manžela, jako například Isabela Kastilská, nebo vdovy.
Angelina iniciativa byla na svou dobu velice odvážná. Proti iniciativě řeholnice řádu s výsadním charitativním a vzdělávacím posláním nemohli církevní představitelé nic namítat. Anděla společně s 28 pannami ustavila Společnost svaté Voršily se školou pro dívky již v roce 1535, tedy o 4 roky dříve, než Ignác z Loyoly ve Španělsku založil Tovaryšstvo Ježíšovo (1539) se vzdělávacím programem výhradně pro chlapce. Roku 1536 papež pravidla Angeliny společnosti schválil. Texty stanov Anděla nadiktovala svému kancléři Gabrielu Cozzanovi. Zakotvila v nich nedotknutelnost Společnosti svaté Voršily, církevní, právní a politickou nezávislost. Obsahuje 3 části: Řeholi, Rady pro kolonely a Závěť neboli Odkazy pro správce z řad šlechtičen. Ve své závěti Angela zmiňuje mimo jiné odkaz bohaté vdovy Isabetty Pratové, která již v roce 1533 věnovala vznikající společnosti prostory na Dómském náměstí v Brescii.
Panny voršilky nebyly mniškami závislými na mužském řádu, nenosily hábit, neskládaly veřejné sliby a nežily v klauzuře. Společnost dostala jméno po legendární královské dceři britského krále svaté Voršile z přelomu 3. a 4. století, kterou o ruku požádal Etherius, pohanský syn burgundského krále. Vyžádala si před sňatkem čas na rozmyšlenou a vydala se lodí na pouť do Říma. Tři roky s jedenácti pannami (do pozdějších legend připsáno jedenáct tisíc) pluly proti proudu po Rýně a žily v panenství. Když dopluly do Říma, na víru se obrátil také Etherius. Na zpáteční cestě je v Kolíně nad Rýnem napadli Hunové a umučili je (postříleli). Katolická církev vykládá legendu jako boj křesťanství s pohanstvím, obranu panenství a odvahu čelit neznámému pro uskutečnění vůle boží.
Díky Angele Merici a jí podobným společenstvím (v Nizozemí to byly bekyně) se v době náboženské reformace rozšířilo vzdělávání dívek a „život zasvěcený bohu“, nevázaný na řeholní jurisdikci a legitimizující nový, společensky rovnocenný životní styl žen. Nezávislost a svobodu sestry voršilky ztratily již v sedmnáctém století, kdy byly nuceny přijmout klauzuru.

## Zobrazování
Angela Merici bývá zobrazována v černém řádovém oděvu františkánky, přepásaném cingulem, v černém čepci s bílou čelenkou, s růžencem u pasu, náprsním křížkem, někdy se žebříkem (jindy nahrazeném poutní holí s osekanými větvemi), s křížem, knihou svých řádových pravidel, s lilií (symbolem panenství) nebo dětmi, které vyučuje.
- Kostelů sv. Angely Merici je v Itálii šest: Brescia, Crema, Milán, Řím, Tiarno di Sotto, Ledro. V New Yorku byl založena Akademie sv. Angely.
- V kostelech sv. Voršily a školních kaplích voršilek bývá Angele zasvěcen alespoň obraz či socha.[1]